# 洪都拉斯共产党 (2011年)
洪都拉斯共产党（西班牙語：Partido Comunista de Honduras，缩写为PCH）是洪都拉斯的一个共产主义政党。原来的洪都拉斯共产党于1990年并入爱国革新党。2011年，洪都拉斯共产党第五次代表大会举行，宣告重建。